# جایزه بزرگ ایالات متحده ۱۹۹۱
جایزه بزرگ ایالات متحده ۱۹۹۱ (انگلیسی: ‎1991 United States Grand Prix‎)، که به‌طور رسمی با نام بیست و هشتمین جایزه بزرگ آیسبرگ ایالات متحده شناخته می‌شود، یک مسابقهٔ موتوری در رشتهٔ اتومبیل‌رانی فرمول یک بود که در تاریخ ۱۰ مارس ۱۹۹۱ در پیست خیابانی فینیکس واقع در فینیکس، آریزونا، ایالات متحده آمریکا برگزار شد. این گراند پری در میان ۱۶ گراند پری در فصل ۱۹۹۱، مسابقهٔ شمارهٔ ۱ بود.
در این مسابقه که قرار بود در ۸۱ دور و به مسافت ۳۰۱٫۴۰۱ کیلومتر (۱۸۷٫۲۸۲ مایل) برگزار شود، پول پوزیشن توسط آیرتون سنا کسب شد و سریع‌ترین زمان برای طی یک دور پیست که برابر با ۱:۲۶٫۷۵۸ بود نیز توسط ژان آلسی به ثبت رسید. این مسابقه پیش از پایان دورهای برنامه‌ریزی‌شده، در دور ۸۲ و پس از طی مسافت ۳۰۵٫۱۲۲ کیلومتر (۱۸۹٫۵۹۴ مایل) متوقف شد.
آیرتون سنا از تیم مک‌لارن-هوندا، آلن پروست از تیم فراری و نلسون پیکه از تیم بنتون-فورد به‌ترتیب مقام‌های اول تا سوم مسابقه را کسب کردند.

## رده‌بندی قهرمانی پس از مسابقه
| جایگاه | راننده          | امتیاز |
| ------ | --------------- | ------ |
| ۱      | آیرتون سنا      | ۱۰     |
| ۲      | آلن پروست       | ۶      |
| ۳      | نلسون پیکه      | ۴      |
| ۴      | استفانو مودنا   | ۳      |
| ۵      | ساتورو ناکاجیما | ۲      |
| منبع:  |                 |        |

| جایگاه | سازنده       | امتیاز |
| ------ | ------------ | ------ |
| ۱      | مک‌لارن-هوندا | ۱۰     |
| ۲      | فراری        | ۶      |
| ۳      | تایرل-هوندا  | ۵      |
| ۴      | بنتون-فورد   | ۴      |
| ۵      | لولا-فورد    | ۱      |
| منبع:  |              |        |

یادداشت
- تنها پنج جایگاه نخست از هر رده‌بندی نمایش داده شده‌است.